# Westfalen (Stammesherzogtum Sachsen)

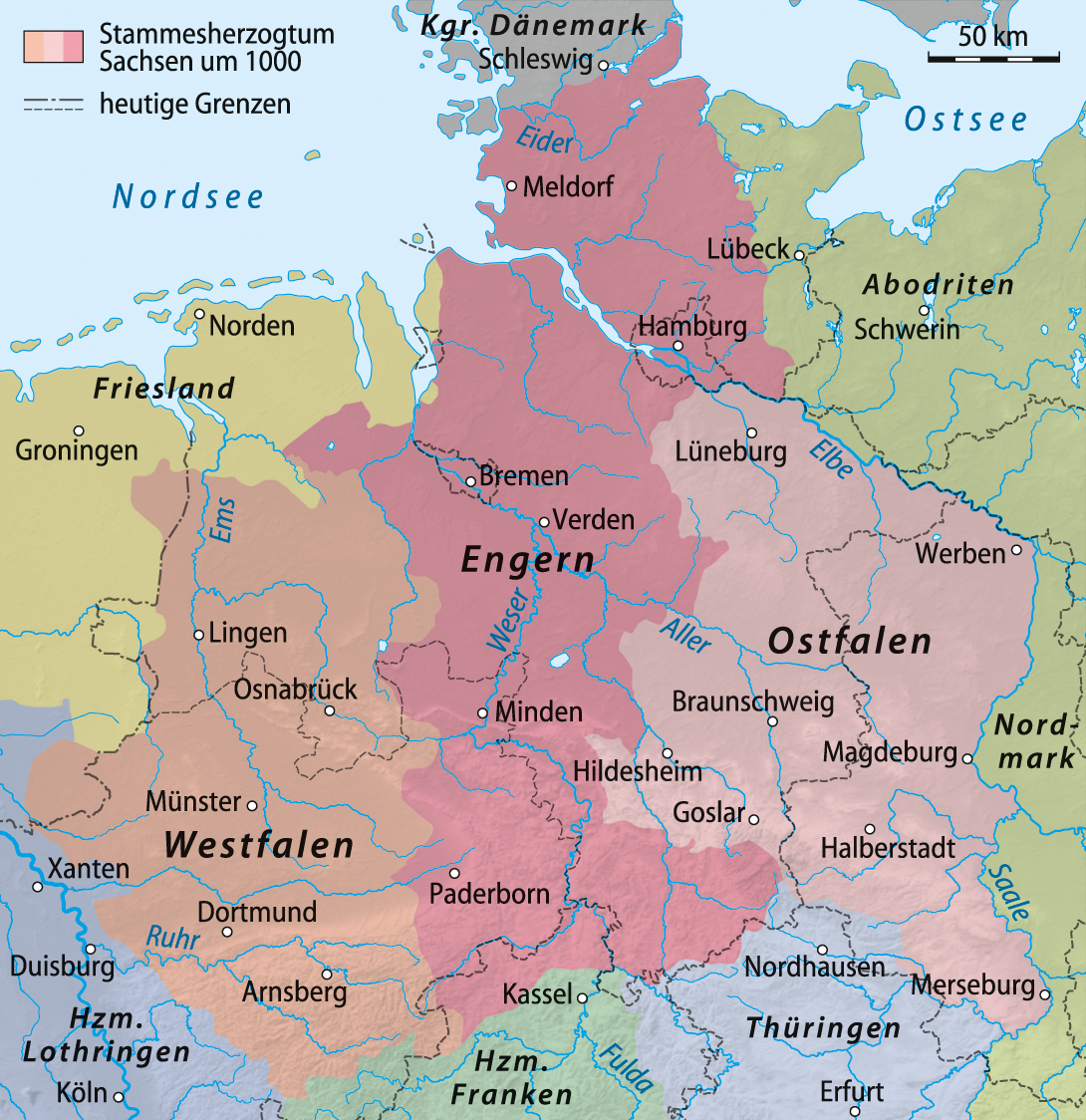
Stammesherzogtum Sachsen um das Jahr 1000, Westfalen im Westen

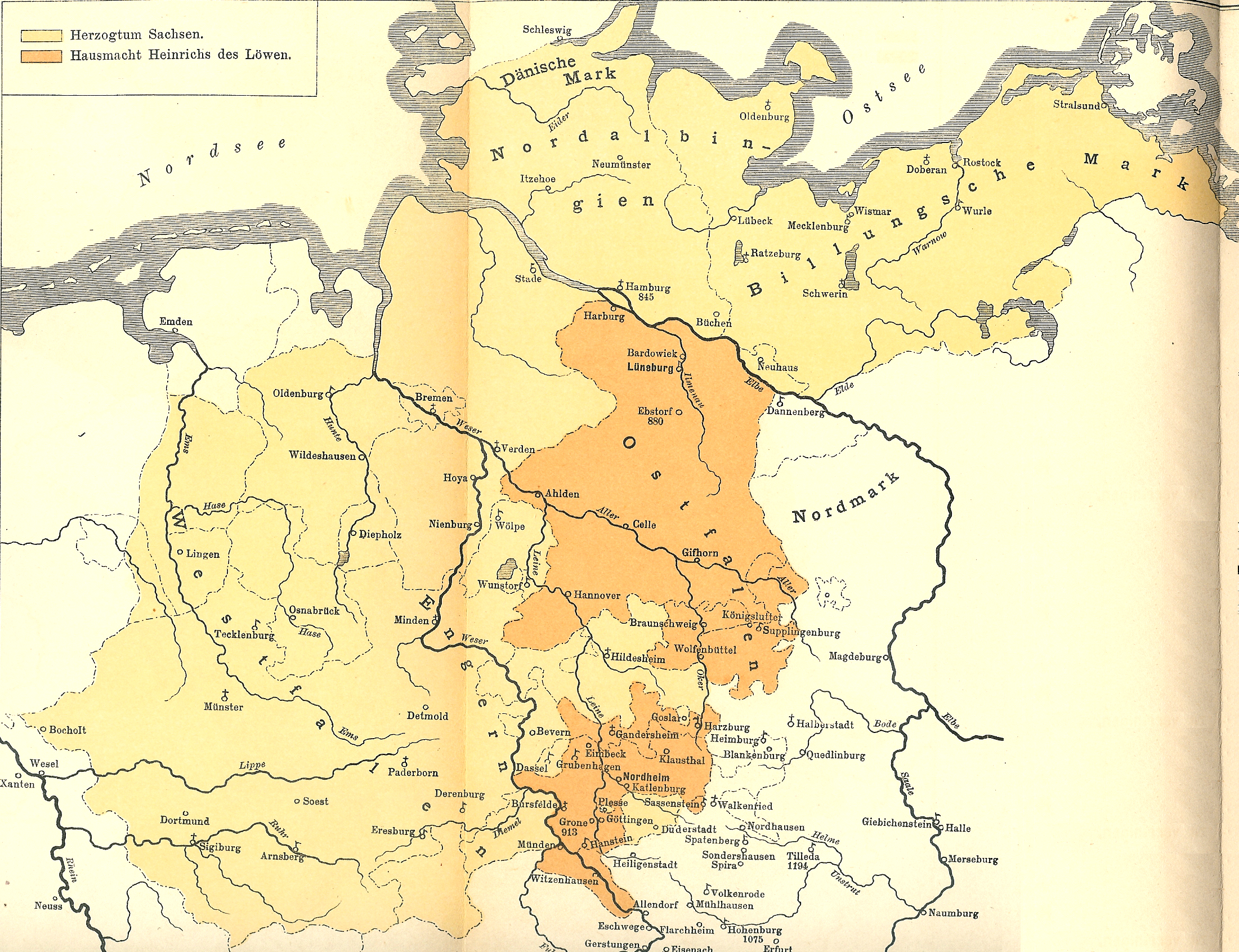
Karte des Stammesherzogtums Sachsen und des Besitzes (Hausmacht) von Heinrich den Löwen kurz vor der Zerschlagung um 1180; Westfalen ist westlich gelegenes Besitztum

Westfalen war im Mittelalter der westliche Teil des Herzogtums Sachsen. Es umfasste das heutige Westfalen (ohne Ostwestfalen und ohne die 1815 zur gleichnamigen Provinz gekommenen Wittgensteiner Land und Siegerland) und den sich nördlich anschließenden Westen Niedersachsens bis kurz vor die Nordsee und dabei fast die kompletten Einzugsgebiete von Ruhr, Lippe und Ems. Im (nördlichen) Osten wurde es durch die Hunte und den Mündungslauf der Weser vom sich östlich anschließenden Engern getrennt.